# Комірки Бенара

Комірки Бенара в гравітаційному полі.

Комірки Бенара або Релея — Бенара — упорядковані конвективні осередки у формі циліндричних валів або правильних шестигранних структур в шарі в'язкої рідини з вертикальним градієнтом температури, тобто в середовищі з рівномірним підігрівом знизу.
Комірки Релея — Бенара є одним із трьох стандартних прикладів самоорганізації, поряд із лазером і реакцією Бєлоусова — Жаботинського.
Керівним параметром самоорганізації служить градієнт температури. Внаслідок підігріву в спочатку однорідному шарі рідини починається дифузія, внаслідок чого виникають неоднорідності щільності. При подоланні деякого критичного значення градієнту, дифузія не встигає привести до однорідного розподілу температури в об'ємі. Виникають циліндричні вали, що обертаються назустріч один одному (як зчеплені шестерні). При збільшенні градієнту температури виникає другий критичний перехід. Для прискорення дифузії кожен вал розпадається на два вали меншого розміру. При подальшому збільшенні керуючого параметра вали дробляться і в межі виникає турбулентний хаос, що чітко видно на біфуркаційній діаграмі або дереві Фейгенбаума.
У тонкому шарі при підігріві знизу утворюються комірки правильної гексагональної форми, усередині яких рідина підіймається в центрі й опускається гранями комірки. Така постановка експерименту історично була першою, однак тут насправді спостерігається конвекція Марангоні, що виникає за рахунок дії сил поверхневого натягу і залежності їх від температури рідини.

## Аналітичний розв'язок задачі (проблема Релея)

Типова нейтральна крива для задачі конвекції в плоскому шарі

Важливим у задачі про конвекцію в плоскому шарі є той факт, що для запису її в наближенні Бусінеска можливо отримати точний аналітичний розв'язок рівнянь гідродинаміки. Правда, простий точний розв'язок вдається знайти лише при абстрактній постановці з двома вільними недеформованими межами шару (як зверху, так і знизу), реалістичніші варіанти таких розв'язків не мають (але для них добре працюють наближені аналітичні методи, наприклад метод Гальоркіна).
Наведемо тут розв'язок задачі. Приймемо, що вісь z спрямована вгору, перпендикулярно до шару, осі x і y паралельні границям. Початок координат зручно вибрати на нижній межі шару. Вихідні рівняння конвекції:
{\displaystyle {\frac {\partial {\vec {v}}}{\partial t}}+({\vec {v}}\cdot \nabla ){\vec {v}}=-{\frac {1}{\rho _{0}}}\nabla p+\nu \Delta {\vec {v}}-\beta T{\vec {g}},}
{\displaystyle {\frac {\partial T}{\partial t}}+{\vec {v}}\cdot \nabla T=\chi \Delta T,}
{\displaystyle \operatorname {div} \;{\vec {v}}=0.}
Безрозмірна форма рівнянь конвекції для малих збурень рівноваги, в припущенні експоненціального зростання збурень у часі (т. з. «нормальні» обурення) — {\displaystyle {\vec {v}},\theta \sim e^{\lambda t}}:
{\displaystyle {\frac {\lambda }{Pr}}{\vec {v}}=-\nabla p+\Delta {\vec {v}}+Ra\theta {\vec {e}}_{z},}
{\displaystyle \lambda \theta =\Delta \theta +{\vec {v}}\cdot {\vec {e}}_{z},}
{\displaystyle \operatorname {div} {\vec {v}}=0,}
де {\displaystyle {\vec {e}}_{z}} — одиничний вектор осі z, {\displaystyle Pr,Ra} — відповідно число Прандтля та число Релея, {\displaystyle \lambda } — інкремент наростання (швидкість росту) збурень. Після обезрозмірювання змінна z змінюється від 0 до 1. Так звані «нормальні» збурення є частковими розв'язками лінійної системи диференціальних рівнянь, і тому знаходять широке застосування при дослідженні задач у дуже різних областях.
Постановка граничних умов робиться в припущенні, що обидві границі не деформуються, але вільні — при цьому відсутні дотичні напруження в рідині. Граничні умови:
{\displaystyle {\vec {v}}\cdot {\vec {e}}_{z}=0}, — недеформованість границь.
{\displaystyle \sigma _{xz}=\sigma _{yz}=0}, — відсутність дотичних напружень. Оскільки вважаємо, що працюємо з рідиною, для якої справедливо рівняння Нав'є-Стокса, то можемо явно записати вигляд тензора в'язких напруг і отримати граничні умови для компонент швидкості.
{\displaystyle \sigma _{ij}=\eta \left({\frac {\partial v_{i}}{\partial x_{j}}}+{\frac {\partial v_{j}}{\partial x_{i}}}\right)} — закон Нав'є,
Приймаючи позначення для компонент швидкості: {\displaystyle {\vec {v}}=\left\{u,v,w\right\}}, перепишемо граничну умову для дотичних напружень у термінах швидкості:
{\displaystyle {\frac {\partial u}{\partial z}}=0,}
{\displaystyle {\frac {\partial v}{\partial z}}=0}.
Для збурень температури на границях приймається нульове значення. У результаті, система граничних умов завдання така:
{\displaystyle z=0,1:}
{\displaystyle w=0;{\frac {\partial u}{\partial z}}={\frac {\partial v}{\partial z}}=0;\theta =0}
Тепер, припускаючи збурення нормальними по простору — {\displaystyle {\vec {v}},p,\theta \sim e^{\lambda t}e^{i{\vec {k}}\cdot {\vec {r}}}} (тут {\displaystyle {\vec {k}}} — хвильовий вектор збурення, паралельний площині {\displaystyle xy}) і замінюючи оператори диференціювання — {\displaystyle \Delta ={\frac {\partial ^{2}}{\partial z^{2}}}-k^{2},\nabla =\left\{i{\vec {k}};{\frac {\partial }{\partial z}}\right\}}, можемо переписати систему рівнянь конвекції у вигляді системи звичайних диференціальних рівнянь:
{\displaystyle {\frac {\lambda }{Pr}}{\vec {v}}=-\nabla p+\Delta {\vec {v}}+Ra\theta {\vec {e}}_{z},}
{\displaystyle \lambda \theta =\Delta \theta +w,}
{\displaystyle \operatorname {div} {\vec {v}}=0.}
Взявши подвійний ротор від першого рівняння і спроектувавши його на вісь z, отримаємо остаточну систему рівнянь для збурень:
{\displaystyle {\frac {\lambda }{Pr}}\Delta w=\Delta ^{2}w+k^{2}Ra\theta ,}
{\displaystyle \lambda \theta =\Delta \theta +w.}
Виходячи з граничних умов, а також з того, що всі похідні в системі парного порядку, зручно представити рішення у вигляді тригонометричних функцій:
{\displaystyle w=a\sin \;n\pi z,}
{\displaystyle \theta =b\sin \;n\pi z,}
де n — ціле число. Рішення у вигляді синусів задовольняє одразу всім граничним умовам.
Далі, позначаючи {\displaystyle D=n^{2}\pi ^{2}+k^{2}}, і підставляючи передбачуваний вид розв'язку в рівняння, отримаємо лінійну однорідну алгебраїчну систему для a, b. З її визначника можна виразити залежність {\displaystyle Ra(\lambda )}:
{\displaystyle Ra(\lambda )={\frac {1}{Prk^{2}}}\left(D\lambda ^{2}+D^{2}(1+Pr)\lambda +PrD^{3}\right)}
Приймаючи тут {\displaystyle \lambda =0} — границя монотонної стійкості, незростання нормальних збурень — отримаємо формулу для визначення критичного числа Релея n-ї моди збурень:
{\displaystyle Ra^{*}={\frac {(k^{2}+n^{2}\pi ^{2})^{3}}{k^{2}}}.}
Найменше число Релея вийде при {\displaystyle n=1}. Мінімум залежності, як нескладно переконатися, припадає на {\displaystyle k={\frac {\pi }{\sqrt {2}}}}, а мінімальне число Релея дорівнює {\displaystyle Ra^{*}={\frac {27}{4}}\pi ^{4}\approx 657}. Згідно з критичним хвильовим числом у шарі виникають структури у вигляді валів ширини {\displaystyle {\sqrt {2}}} (у безрозмірних одиницях).
Для задач з іншими варіантами границь критичне число Релея виявляється вищим. Наприклад, для шару з двома твердими межами воно дорівнює 1708 , для шару з твердою верхньою та нижньою вільною межами — 1156, змінюються і критичні хвильові числа. Однак якісно картина конвективних валів не змінюється.